# Station Bydgoszcz Emilianowo
Station Bydgoszcz Emilianowo is een spoorwegstation in de Poolse plaats Bydgoszcz.